# Punta Percée
La punta Percée (en francés: Pointe Percée, lit., 'punta Perforada'), de 2750 m de altitud, es una montaña de los Alpes franceses, el punto más alto de la cadena de los Aravis (Prealpes de Saboya), en el departamento de Alta Saboya.
Debe su nombre a un orificio cercano a la cumbre localizado en su cresta noroeste.
Con una prominencia de  1643 m es la 5.ª más prominente del país, y uno de los solamente ocho picos ultraprominentes franceses.

## Cimas próximas
- la pointe de Bella Cha, de 2511 m, al norte,
- la Quatre Têtes, de 2364 m, al este,
- el monte Charvet, de 2538 m, al sur.

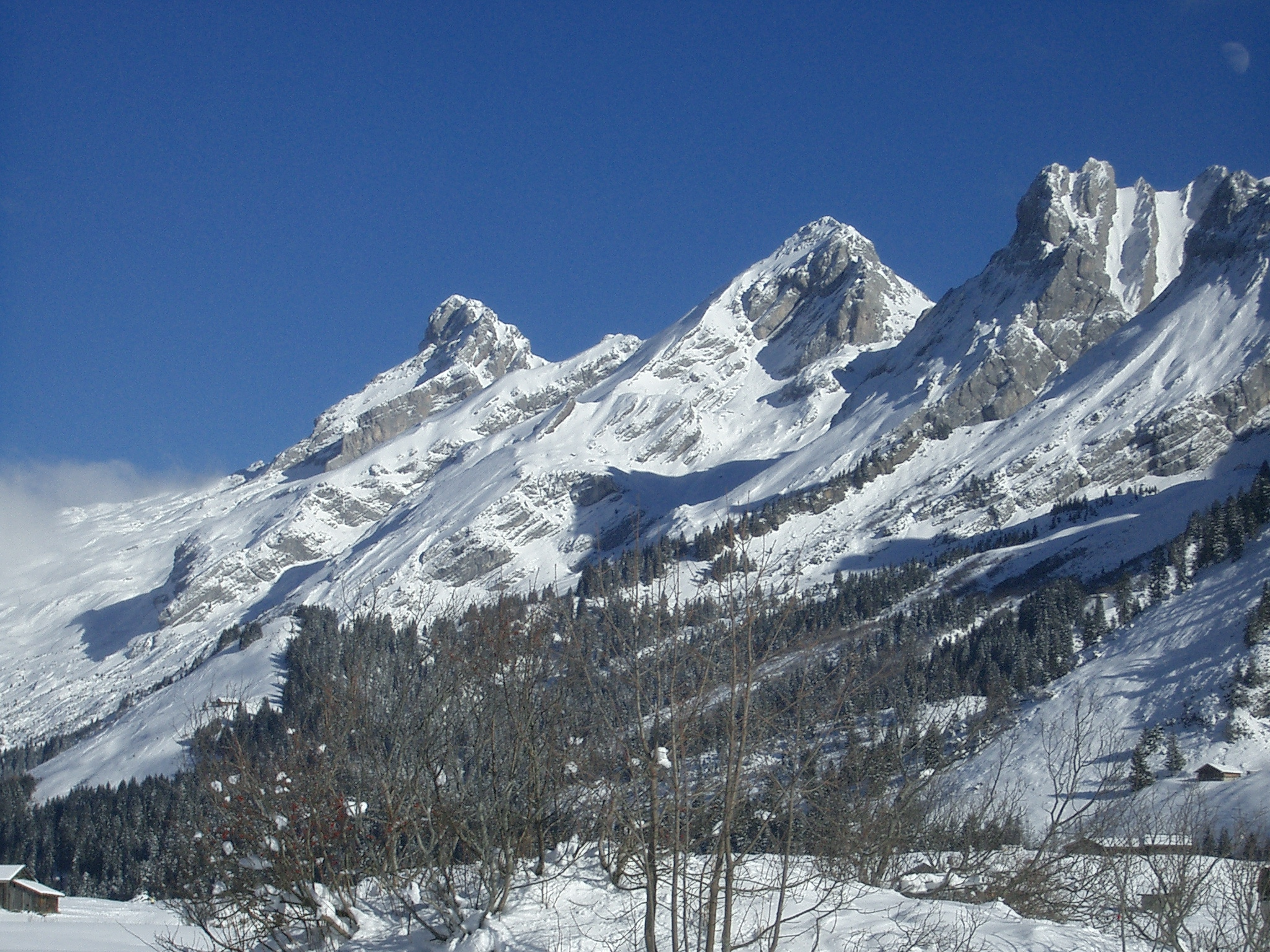
Punta Percée (izquierda), monte Charvet y la Mamule vistos desde el suroeste desde  Confins (la Clusaz)
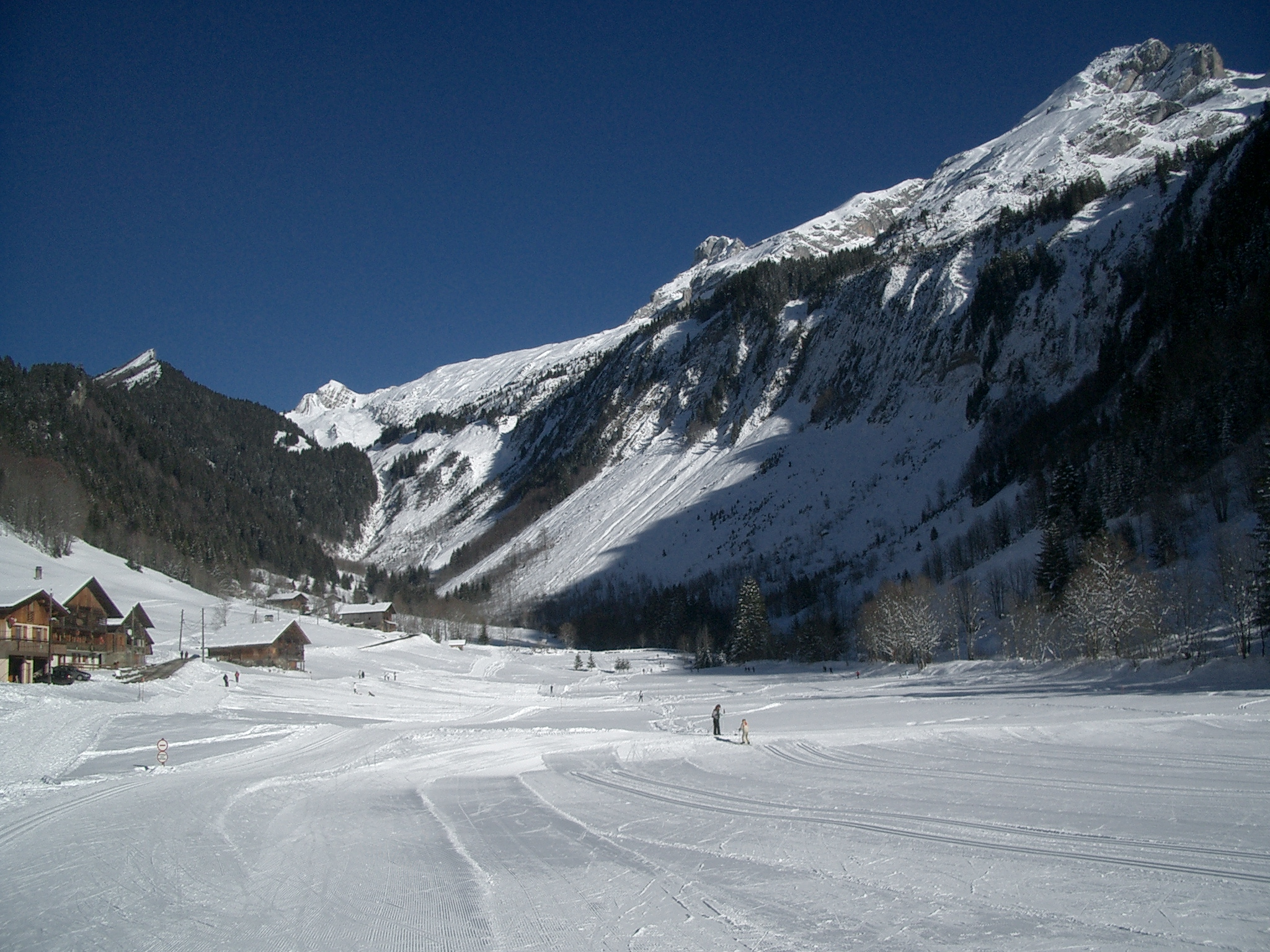
Pointe de Bella Cha, punta Percée (centro) y monte Charvet vistos desde el suroeste desde Lormay (el Grand-Bornand)
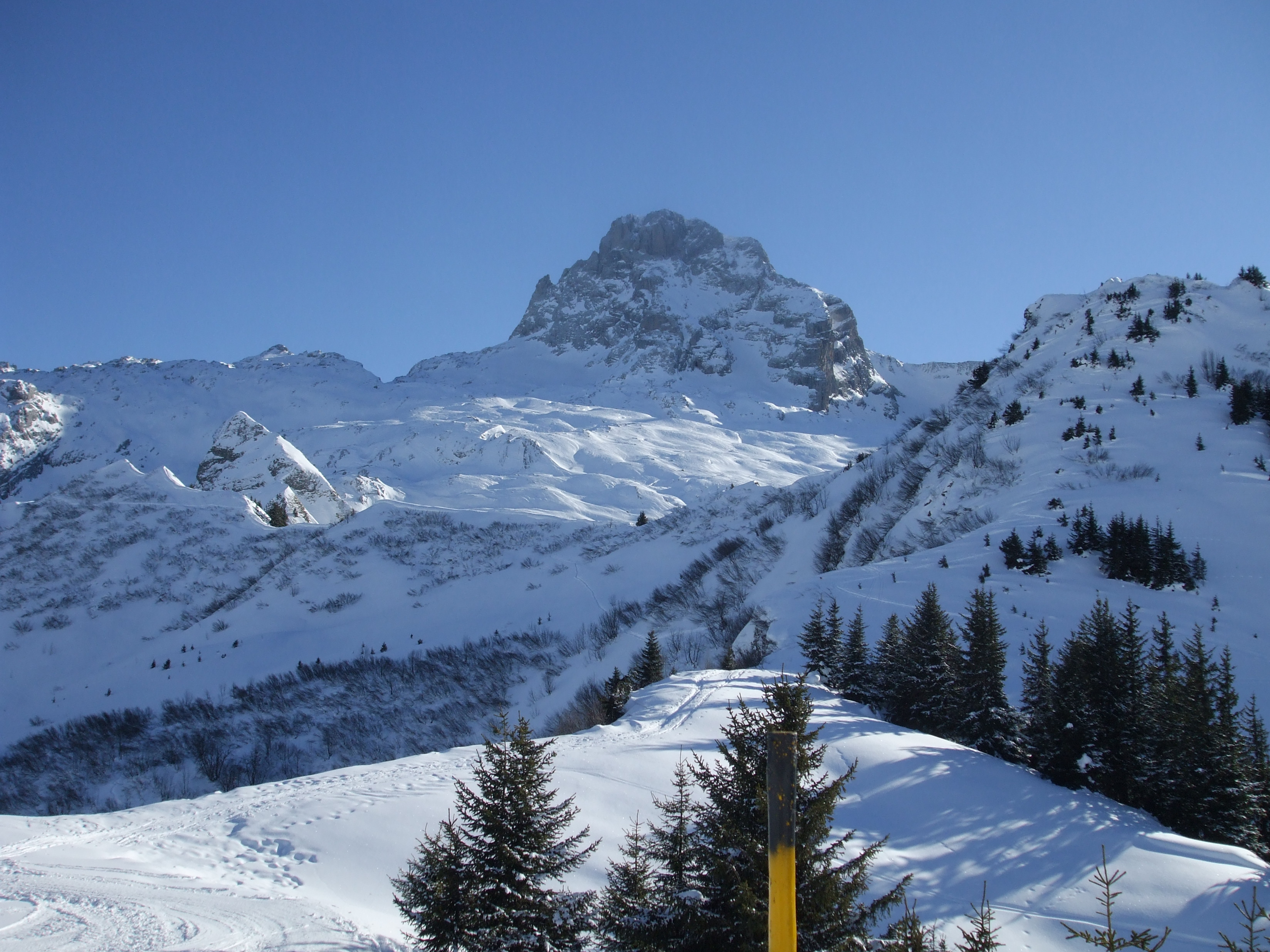
La punta Percée  visto desde el  Le Grand-Bornand
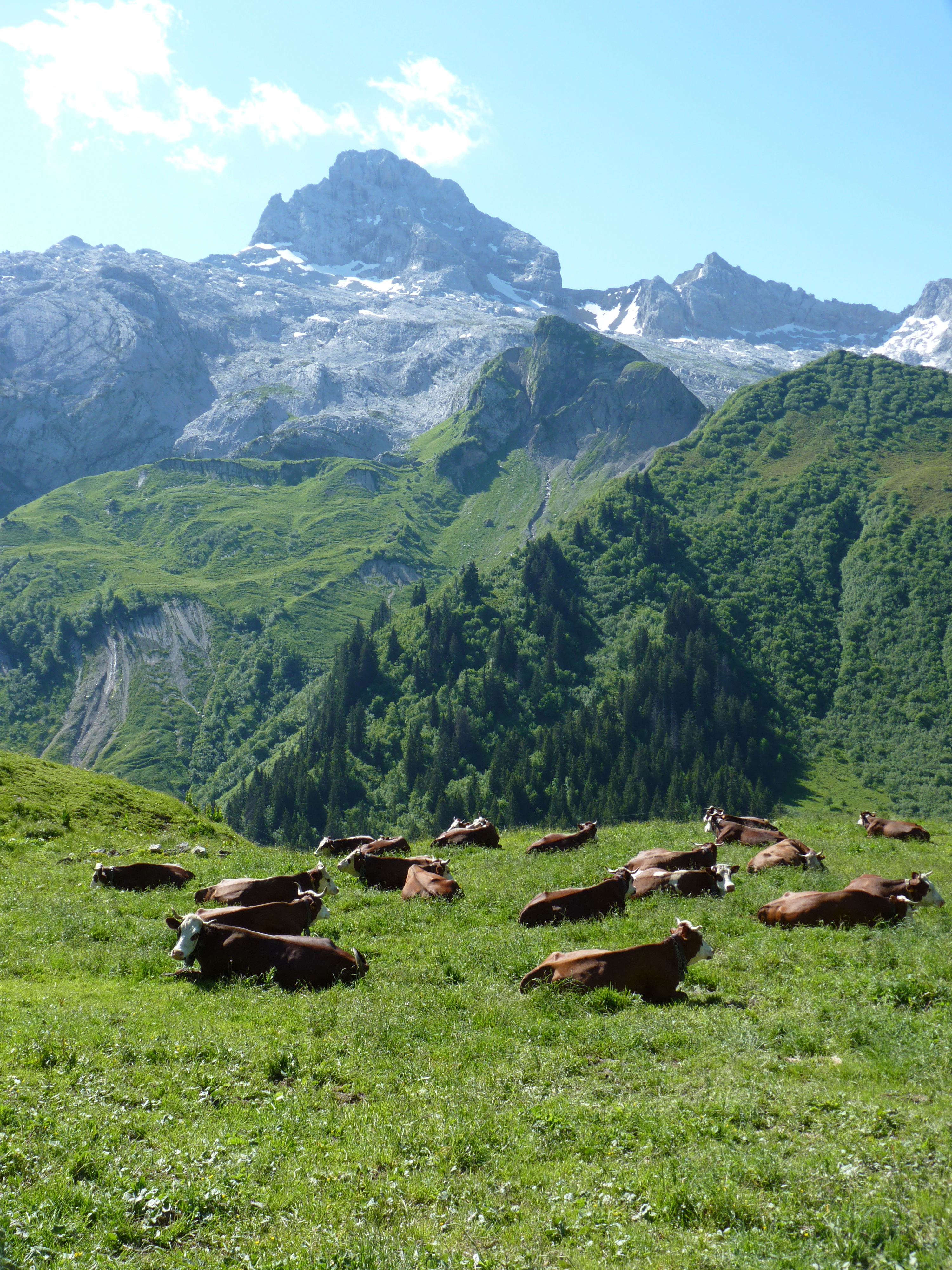
La punta Percée  vista desde el  col des Annes (1721 m)